# R. Féret
R. Féret (fl. XX secolo) è stato un nuotatore francese.
Partecipò alle gare di nuoto della II Olimpiade di Parigi del 1900.
Prese parte alla gara dei 200 metri stile libero arrivando terzo in semifinale, con un tempo di 3'05"8, non qualificandosi per la finale. Scese in acqua di nuovo per la competizione dei 200 metri per squadre, con i Libellule de Paris, piazzandosi quarti, con un punteggio di 65.